# Waltraud Rohrer
Waltraud Rohrer (* 8. März 1961) ist eine österreichische Politikerin (SPÖ) und Vorsitzende des Betriebsrates im Landeskrankenhaus Villach. Sie war von 2013 bis 2023 Abgeordnete zum Kärntner Landtag.

## Ausbildung und Beruf
Rohrer besuchte zunächst die Volksschule und die Hauptschule und absolvierte in der Folge vier Jahre lang eine Höhere Bundeslehranstalt. In der Folge bildete sie sich drei Jahre lang an einer Gesundheits- und Krankenpflegeschule weiter. An der Wirtschaftsuniversität Wien absolvierte Rohrer zudem eine Ausbildung zur akademisch geprüften Krankenhausmanagerin und Diplom-Krankenschwester. Rohrer war zwischen 1979 und 1980 im Sanitätshilfsdienst am Krankenhaus der Barmherzigen Brüder tätig und arbeitete von 1983 bis 1988 als Diplomkrankenschwester am Landeskrankenhaus Villach. Sie übernahm 1988 die Stationsleitung am Landeskrankenhaus Villach, die sie bis 2010 innehatte. 2010 wurde sie als stellvertretende Betriebsratsvorsitzende freigestellt.

## Politik und Funktionen
Rohrer ist Landesfrauenvorsitzende des ÖGB-Kärnten und Mitglied des Präsidiums des ÖGB-Kärnten. Sie kandidierte bei der Landtagswahl 2013 auf dem vierten Platz der SPÖ-Landesliste und auf dem dritten Platz im Wahlkreis Villach und wurde in der Folge am 28. März 2013 als Landtagsabgeordnete angelobt. Sie ist Mitglied des Ausschusses für Soziales, Gesundheit, Krankenanstalten, Familien, Generationen und Frauen sowie Mitglied des Ausschusses für Nachhaltigkeit, Naturschutz, Energie, Umwelt, Klimaschutz und öffentlicher Verkehr. Ihre Schwerpunkte in der Arbeit als Landtagsabgeordnete sieht Rohrer im Ausbau des LKH Villach zum Schwerpunktkrankenhaus, die Umsiedelung der ÖGB-Lehrwerkstätte von Krumpendorf nach Villach sowie „Frauenthemen“ wie die Kinderbetreuung.

## Privates
Rohrer ist ledig und Mutter einer Tochter. Sie lebt in Villach.

## Auszeichnungen
- 2022: Großes Ehrenzeichen des Landes Kärnten[5]